# Albert Pakejev
Albert Aleksandrovitj Pakejev (ryska: Альберт Александрович Пакеев), född 4 juli 1968 i Irkutsk, Sibirien, är en rysk boxare som tog OS-brons i flugviktsboxning 1996 i Atlanta. I semifinalen förlorade han mot kubanen Maikro Romero.